# 世界!ニッポン行きたい人応援団
『世界!ニッポン行きたい人応援団』（せかい!ニッポンいきたいひとおうえんだん）は、テレビ東京系列で放送されているバラエティ番組。
2016年（平成28年）4月14日から2020年（令和2年）3月30日までは、1時間番組としてレギュラー放送され、2020年4月以降は月1 - 2回程度の不定期放送（再度の特番化）に移行した。
レギュラー化以前には、『日曜ビッグバラエティ』枠で「世界!ニッポン行きたい人グランプリ」として、3回放送していたことがある。

## 概要
食、産業、行事などジャンルを問わず日本文化に興味を持ち、自らの夢を叶えるべく「ニッポンに行きたい!」という熱い想いを持った外国人を、ニッポンへ招待する。
ただ、これまでの傾向から、アニメや漫画などいわゆるサブカルチャーでは採用されにくく、また招待者についてもアジアはおらず、ヨーロッパ、北中米、南米、またはオセアニア（オーストラリア、ニュージーランド）のいずれかに偏っている。
応募は、主に番組公式フェイスブックから受け付けている。また、時には番組スタッフが世界各地に出向いて、街中などで声をかけてニッポンに行きたがっている人を探したり、日本文化を紹介するイベントで特設ブースを設置して自己アピールしてもらったりして、ニッポンに行きたい人を探すこともある。
気になる人がいれば、番組スタッフが現地に直接出向いてインタビューする。インタビューの最後に、応募者にはカメラに向かってニッポンに対する熱い想いを語ってもらい、シメで日本語で「ニッポンニ、イキタイ（ニッポンに行きたい）!」と叫んでもらう。番組スタッフが気に入ればそのまま招待するが、ほかにも「この人ならニッポンに招待したい」という人に対し、番組ホームページや公式ツイッターなどで視聴者に投票をしてもらった上で、多くの支持を受けた人を招待することもある。また、レギュラー化前に特番として放送された「世界!ニッポン行きたい人グランプリ」で紹介されるも招待されなかった人をレギュラー後に招待したケースもあった。
招待するのは原則として依頼者1人だけだが、招待者が子供で保護者の同行が必要と判断した場合は保護者も一緒に招待したり、夫婦揃って招待したりと、依頼者・内容によっては複数人を同時に招待することもある。
オープニングからVTRを放映するため、スタジオパートは殆どなく、レギュラーの団長・団員の3人は自己紹介をせず（画面隅にワイプで映されるのみ）、基本的にVTRを観ながらコメントするだけとなっている。ただ、番組の最後はスタジオパートとなり、団長と団員、そしてゲストが当日の放送分について感想を述べたあと、次回予告となって番組は終わる。
2016年4月からは、木曜20時台でレギュラー化。2017年の秋改編で、月曜20時台の『主治医が見つかる診療所』との枠交換により、当番組は2017年10月から毎週月曜20時枠での放送に変更された。
2020年の春改編により、同年3月30日でレギュラー放送としては終了。4月からの同時間帯で始まる単発特別番組枠『月曜プレミア8』内で、2時間番組として月1 - 2回程度の不定期放送となった。また年に数回、特番として『YOUは何しに日本へ?』を休止させた上で「3時間半スペシャル」として放送する他、テレビ東京系列以外の局では『月曜プレミア8』での内容を分割し1時間番組とした上で事実上のレギュラー放送を続けた局もあった。
2020年春以降しばらくの間は、新型コロナウイルス感染症の世界的流行で日本でも入国規制が厳しくなり外国人の招待が難しくなったため、その間の放送では主に過去の招待者の近況報告、そして招待者によってはその招待者を迎え入れた日本人とを直接リモートで繋いで対面させる企画で繋いだ（特にビジネスとして日本文化を地元に根付かせている過去の招待者が近況報告で出演することが多かった）。またその間は新企画として、ニッポンのあるものが好きすぎて来日し、そのまま住むことを決意した外国人を取材する「ニッポン住んじゃった人応援団!」を何回か放送したこともあった。
その後、2022年秋から段階的に入国規制が緩和されたこともあり、当番組でも2022年11月より2年半ぶりに招待を再開し収録を行っている（新作は2023年1月以降、順次放送）。
2025年4月7日から『月曜プレミア8』終了に伴い、5年ぶりにレギュラー放送が復活した。放送時間は2020年3月以前より54分繰り下がって20時54分から放送開始に変更された。
2025年4月以降は、「YOUは何しに日本へ?」と「JAPANをスーツケースにつめ込んで!〜世界に日本を持ってった〜」との合体スペシャルとなる事が多い。

## 出演者
レギュラー
- 織田信成 - 団長。招待が決まると「ウェルカム・トゥ・ジャパーーーン!!!」とゼスチャーする。
- 高橋茂雄（サバンナ） - 団員。特番時代から出演。スケジュールの関係で団長が出演できなかった時は、代わりにゼスチャーする。
- 眞鍋かをり - 団員。特番時代から出演。

ゲスト
- 徳光和夫 - レギュラー放送時代に放送された2時間スペシャル時代は高頻度で出演した。ほかにも、『ニッポン住んじゃった人応援団!』のコーナーの企画で、かつての自身のレギュラー番組『徳光和夫の情報スピリッツ』で紹介したイラン人男性と日本人女性の夫婦が営む居酒屋を20年ぶりに訪問したこともあった。
- 現在のゲストは毎回男女合わせて2〜3人で、いずれも自身の番宣ないし映画宣伝を兼ねての出演である。

## 音楽
- ゆず「ストーリー」 - 番組終盤に流れる挿入歌
- スコット・マーフィー「夢をあきらめないで」 - 番組のエンディングテーマ。

## ネット局
| 放送対象地域   | 放送局                 | 系列           | 放送日時                                                     | ネット状況 | 備考      |
| -------------- | ---------------------- | -------------- | ------------------------------------------------------------ | ---------- | --------- |
| 関東広域圏     | テレビ東京（TX）       | テレビ東京系列 | 木曜 19:58 - 20:54 ↓ 月曜 20:00 - 21:00 ↓ 月曜 20:00 - 21:54 | 制作局     | 制作局    |
| 北海道         | テレビ北海道（TVh）    | テレビ東京系列 | 木曜 19:58 - 20:54 ↓ 月曜 20:00 - 21:00 ↓ 月曜 20:00 - 21:54 | 同時ネット |           |
| 愛知県         | テレビ愛知（TVA）      | テレビ東京系列 | 木曜 19:58 - 20:54 ↓ 月曜 20:00 - 21:00 ↓ 月曜 20:00 - 21:54 | 同時ネット |           |
| 大阪府         | テレビ大阪（TVO）      | テレビ東京系列 | 木曜 19:58 - 20:54 ↓ 月曜 20:00 - 21:00 ↓ 月曜 20:00 - 21:54 | 同時ネット |           |
| 岡山県・香川県 | テレビせとうち（TSC）  | テレビ東京系列 | 木曜 19:58 - 20:54 ↓ 月曜 20:00 - 21:00 ↓ 月曜 20:00 - 21:54 | 同時ネット |           |
| 福岡県         | TVQ九州放送（TVQ）     | テレビ東京系列 | 木曜 19:58 - 20:54 ↓ 月曜 20:00 - 21:00 ↓ 月曜 20:00 - 21:54 | 同時ネット |           |
| 岐阜県         | 岐阜放送（GBS）        | 独立局         | 木曜 19:58 - 20:54 ↓ 月曜 20:00 - 21:00 ↓ 月曜 20:00 - 21:54 | 同時ネット | [ 注 7 ]  |
| 滋賀県         | びわ湖放送（BBC）      | 独立局         | 木曜 19:58 - 20:54 ↓ 月曜 20:00 - 21:00 ↓ 月曜 20:00 - 21:54 | 同時ネット |           |
| 奈良県         | 奈良テレビ（TVN）      | 独立局         | 木曜 19:58 - 20:54 ↓ 月曜 20:00 - 21:00 ↓ 月曜 20:00 - 21:54 | 同時ネット | [ 注 8 ]  |
| 和歌山県       | テレビ和歌山（WTV）    | 独立局         | 木曜 19:58 - 20:54 ↓ 月曜 20:00 - 21:00 ↓ 月曜 20:00 - 21:54 | 同時ネット |           |
| 岩手県         | テレビ岩手（TVI）      | 日本テレビ系列 | 日曜 12:35 - 13:30                                           | 遅れネット |           |
| 秋田県         | 秋田放送（ABS）        | 日本テレビ系列 | 日曜 15:00 - 15:55                                           | 遅れネット | [ 注 9 ]  |
| 宮城県         | 東北放送（tbc）        | TBS系列        | 日曜 13:30 - 14:30                                           | 遅れネット | [ 注 10 ] |
| 山形県         | テレビユー山形（TUY）  | TBS系列        | 土曜 16:00 - 16:54                                           | 遅れネット | [ 注 11 ] |
| 福島県         | テレビユー福島（TUF）  | TBS系列        | 土曜 12:10 - 13:05                                           | 遅れネット | [ 注 12 ] |
| 熊本県         | 熊本放送（RKK）        | TBS系列        | 土曜 13:05 - 14:00                                           | 遅れネット |           |
| 鹿児島県       | 南日本放送（MBC）      | TBS系列        | 水曜 21:00 - 21:58                                           | 遅れネット | [ 注 13 ] |
| 沖縄県         | 琉球放送（RBC）        | TBS系列        | 金曜 13:55 - 14:50                                           | 遅れネット | [ 注 14 ] |
| 長崎県         | テレビ長崎（KTN）      | フジテレビ系列 | 土曜 13:00 - 13:55                                           | 遅れネット | [ 注 15 ] |
| 静岡県         | 静岡朝日テレビ（SATV） | テレビ朝日系列 | 土曜 13:30 - 14:30                                           | 遅れネット |           |
| 青森県         | 青森放送（RAB）        | 日本テレビ系列 | 不定期放送                                                   | 遅れネット |           |
| 新潟県         | テレビ新潟（TeNY）     | 日本テレビ系列 | 不定期放送                                                   | 遅れネット |           |
| 山梨県         | 山梨放送（YBS）        | 日本テレビ系列 | 不定期放送                                                   | 遅れネット |           |
| 広島県         | 中国放送（RCC）        | TBS系列        | 不定期放送                                                   | 遅れネット |           |
| 石川県         | 石川テレビ（ITC）      | フジテレビ系列 | 不定期放送                                                   | 遅れネット | [ 注 16 ] |
| 長野県         | 長野朝日放送（abn）    | テレビ朝日系列 | 不定期放送                                                   | 遅れネット | [ 注 17 ] |

三重テレビを除く同時ネット局は、番販ネットのため、自主編成のために臨時で非ネットまたは放送時間変更することがある。

### 過去のネット局
- テレビ愛媛（EBC・フジテレビ系列） - 日曜 12:00 - 12:55に放送されていたが、打ち切り。
- 日本海テレビ（NKT・日本テレビ系列）- 月曜 15:50 - 16:50に放送されていたが、2020年3月打ち切り。
- 宮崎放送（mrt・TBS系列） - 日曜 10:30 - 11:30に放送されていたが、2021年3月打ち切り。